# Чиклайо
Чикла́йо (исп. Chiclayo, кечуа Chiklayu) — город в Перу, расположен в 13 километрах от тихоокеанского побережья и в 770 километрах от столицы Перу города Лимы.
Административный центр региона Ламбаеке и провинции Чиклайо.
Чиклайо основан в XVI веке под названием Санта-Мария-де-лос-Вальес-де-Чиклайо (исп. Santa María de los Valles de Chiclayo). Статус города был придан 15 апреля 1835 года президентом Перу Филипе Сантьяго Салаверри, также президентом был придан статус города-героя за храбрость, проявленную горожанами во время войны за независимость Перу.
В настоящее время Чиклайо — один из самых больших городов Перу, по численности населения стоит на четвёртом месте после Лимы, Трухильо и Арекипы. По данным 2007 года в городе проживает 574 408 человек.

## Фото

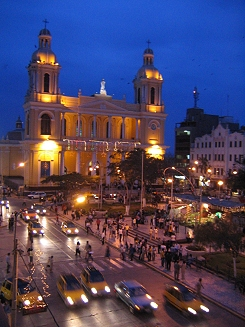
Чиклайо ночью
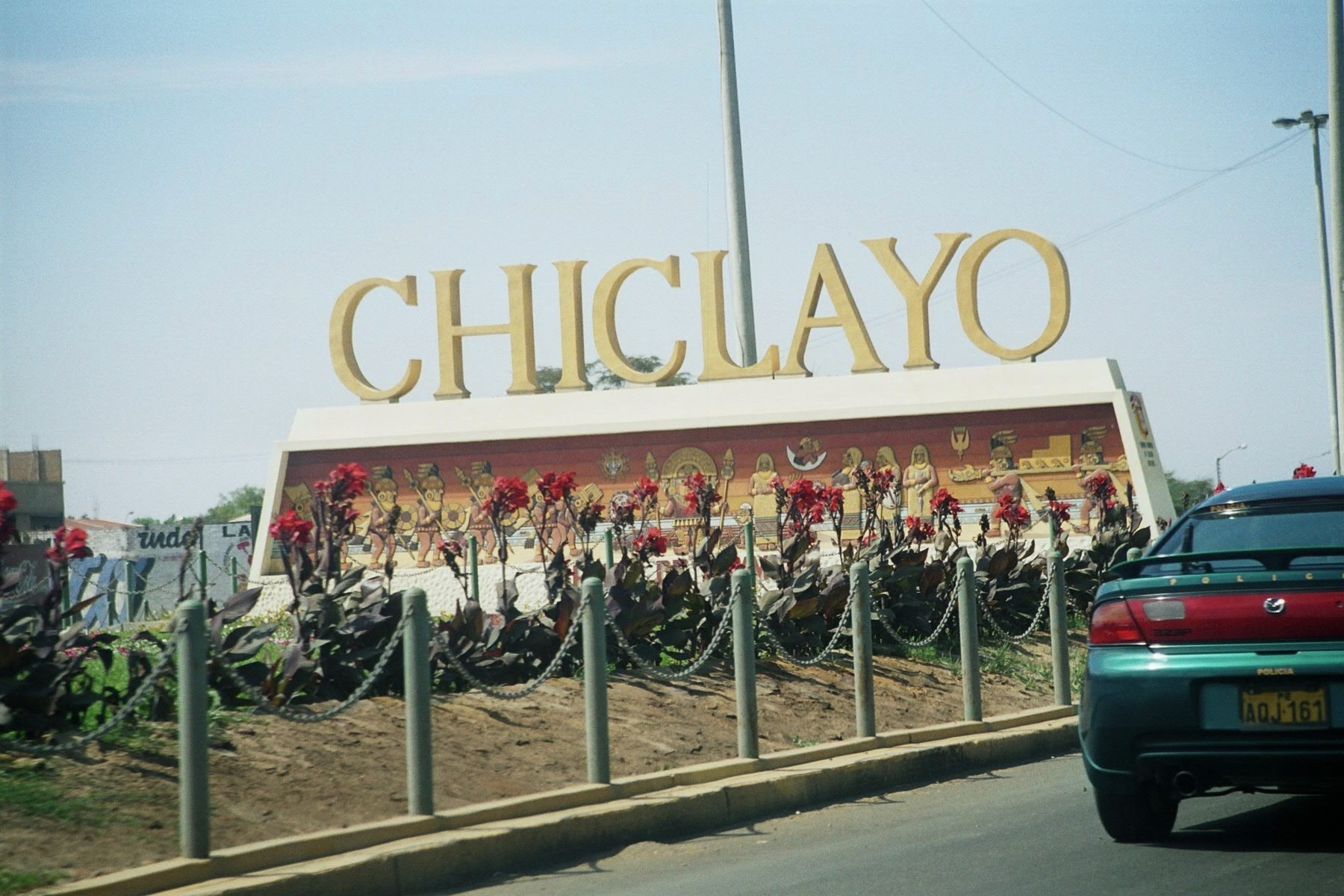
Въезд в город